# (5251) Bradwood
(5251) Bradwood es un asteroide perteneciente al cinturón de asteroides que cruza la órbita de Marte, descubierto el 18 de mayo de 1985 por Alan C. Gilmore y Pamela M. Kilmartin desde el observatorio del Lago Tékapo en Nueva Zelanda.

## Designación y nombre
Designado provisionalmente como 1985 KA. Fue nombrado Bradwood en homenaje a Frank Bradshaw Wood (1915-1997), un pionero de la fotometría fotoeléctrica y un experto en estrellas binarias cercanas.

## Características orbitales
Bradwood está situado a una distancia media del Sol de 2,3613 ua, pudiendo alejarse hasta 3,056 ua y acercarse hasta 1,666 ua. Su excentricidad es 0,294 y la inclinación orbital 22,183 grados. Emplea 1325,34 días en completar una órbita alrededor del Sol.

## Características físicas
La magnitud absoluta de Jas es 13,8. Tiene 7 km de diámetro y su albedo se estima en 0,291.